# HDEP-28
HDEP-28是一种含氮有机化合物，化学式C
19H
23NO
2，属于哌乙酯的结构类似物，带有哌啶基团，能作为血清素-去甲肾上腺素-多巴胺三重再摄取抑制剂。